# Okouník zlatavý
Okouník zlatavý (Sebastes norvegicus) je mořská ryba patřící do řádu ropušnicotvární. Bývá také známa pod názvem okouník mořský (Sebastes marinus), Angličané jí říkají Norway haddock. Žije v severní části Atlantiku, zejména v Irmingerově moři. Mladé rybky se zdržují při pobřeží (například v norských fjordech), dospělí jedinci sestupují až do kilometrových hloubek. Okouník zlatavý bývá dlouhý okolo půl metru, byly však uloveny i metrové kusy. Šupiny jsou lesklé a velmi tvrdé, výrazně růžově až červeně zbarvené. Na hřbetě má ryba jedové ostny, které mohou rybáře při neopatrné manipulaci nepříjemně poranit. Pro své chutné maso je okouník předmětem intenzivního průmyslového rybolovu, který výrazně snížil jeho stavy.
Okouník zlatavý je živorodý. Může se dožít až sedmdesáti let.